# زیردریایی ژاپنی آی-۱۷
زیردریایی ژاپنی آی-۱۷ (به انگلیسی: Japanese submarine I-17) یک زیردریایی متعلق به نیروی دریایی امپراتوری ژاپن بود که طول آن ۳۵۶٫۵ فوت (۱۰۸٫۷ متر) بود. این زیردریایی در سال ۱۹۳۹ ساخته شد.